# محطة بي (موقع قياس بالمحيط)

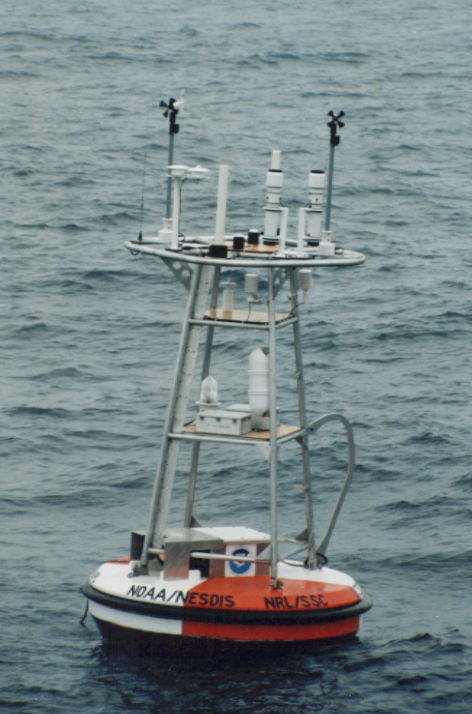
طافية أدوات البيانات، من نفس نوع الطافية الموجودة في المحطة بي (Station P)

المحطة بي هي عبارة عن موقع القياس بالمحيط وتقع على بعد 50 درجة شمال دائرة العرض و145 درجة غرب دائرة العرض (عمق المياه 4220 مترًا) .
وهذا الموقع قام بإنشائه بحرية الولايات المتحدة عام 1943م. وفي عام 1951م نَفَذَ تمويل الولايات المتحدة المخصص للحفاظ على الوجود المستمر وانتقلت مسئولية المراقبة إلى كندا. وقد تم تزويد الموقع بالعنصر البشري بطريقة مستمرة حتى عام 1981م. ومنذ عام 2007م قامت الإدارة الوطنية لدراسة المحيطات والغلاف الجوي بعمل المراقبات الآلية 